# Anne Swaelens
 (janvier 2022).
Si vous disposez d'ouvrages ou d'articles de référence ou si vous connaissez des sites web de qualité traitant du thème abordé ici, merci de compléter l'article en donnant les références utiles à sa vérifiabilité et en les liant à la section « Notes et références ».
 (mai 2018).
Anne Swaelens, née le 21 décembre 1981 à Ixelles est une femme politique belge bruxelloise, membre du Parti socialiste (PS).
Elle est licenciée en Science politique (Université libre de Bruxelles).
Ses matières de prédilection sont l'environnement et la mobilité à Bruxelles.
Non réélue lors des élections régionales du 7 juin 2009, elle est devenue enseignante dans le niveau secondaire.

## Fonctions politiques
- Membre du Parlement de la Région de Bruxelles-Capitale du 18 janvier 2008 au 7 juin 2009 en suppléance de Carine Vyghen